# Jean-Hugues Chancel
Jean-Hugues Théophile Chancel, né le 9 janvier 1766 à Loriol-sur-Drôme, mort le 9 novembre 1834 à Blotzheim,  est un colonel de la Révolution et du Premier Empire qui s'est particulièrement illustré lors du deuxième siège d'Huningue en 1814 et qui fut également maire de Neuweg et Blotzheim.

## Biographie
En 1784, il signe un engagement de 3 ans dans le régiment de La Couronne.

En 1791, il s'engage dans le 4e bataillon de volontaires de la Drôme ou il devient immédiatement sous-lieutenant.
 
En février 1792, il passe à l'armée d'Italie en tant que capitaine, devient chef de bataillon en 1794 et se voit offrir en 1797, le grade de chef de brigade par le général Victor après la bataille de La Favorite, promotion qu'il refuse ne s'estimant pas assez méritant.

Il est rattaché ensuite à l'armée d'Angleterre, à celle de Mayence, du Danube et du Rhin.

Lors de la bataille de Moesskirch, en 1800, Jean-Hugues Chancel a le bras gauche emporté par un boulet. Il devient alors commandant de places et se trouve à la tête des places-forte de Seckingen et d'Augsbourg en janvier 1801 avant d'être envoyé à Huningue en juillet 1801 en tant que chef de brigade. Le 26 mars 1804, il reçoit la Légion d'honneur à titre provisoire. 

Fin 1813, les Alliés entrent en Alsace puis envahissent la France. Jean, le prince de Liechtenstein à la tête des troupes autrichiennes arrive à Huningue en décembre 1813 et offre à Chancel une somme de 500 000 livres, un refuge en Autriche avec des biens ainsi que la croix de Marie-Thérèse plus autres avantages s'il consent à livrer la ville. Indigné il s'empresse de porter ce fait à la connaissance de ses chefs et publie, le 13 décembre 1813, une lettre dans Le Moniteur.

Les alliés mettent alors le siège devant la ville qui tient tête durant 3 mois jusqu'au 15 avril 1814, Jean-Hugues Chancel étant une nouvelle fois blessé à la tête par un éclat d'obus.

Lors de la première restauration, Charles, duc de Berry, entrant en France par l'Alsace, le décore de la croix de chevalier de Saint-Louis et le fait confirmer, le 1er novembre 1814, dans l'ordre de la Légion d'honneur.

Durant les Cent-Jours, Chancel conserve le commandement de la place de Huningue tout en étant placé sous les ordres du général Joseph Barbanègre.

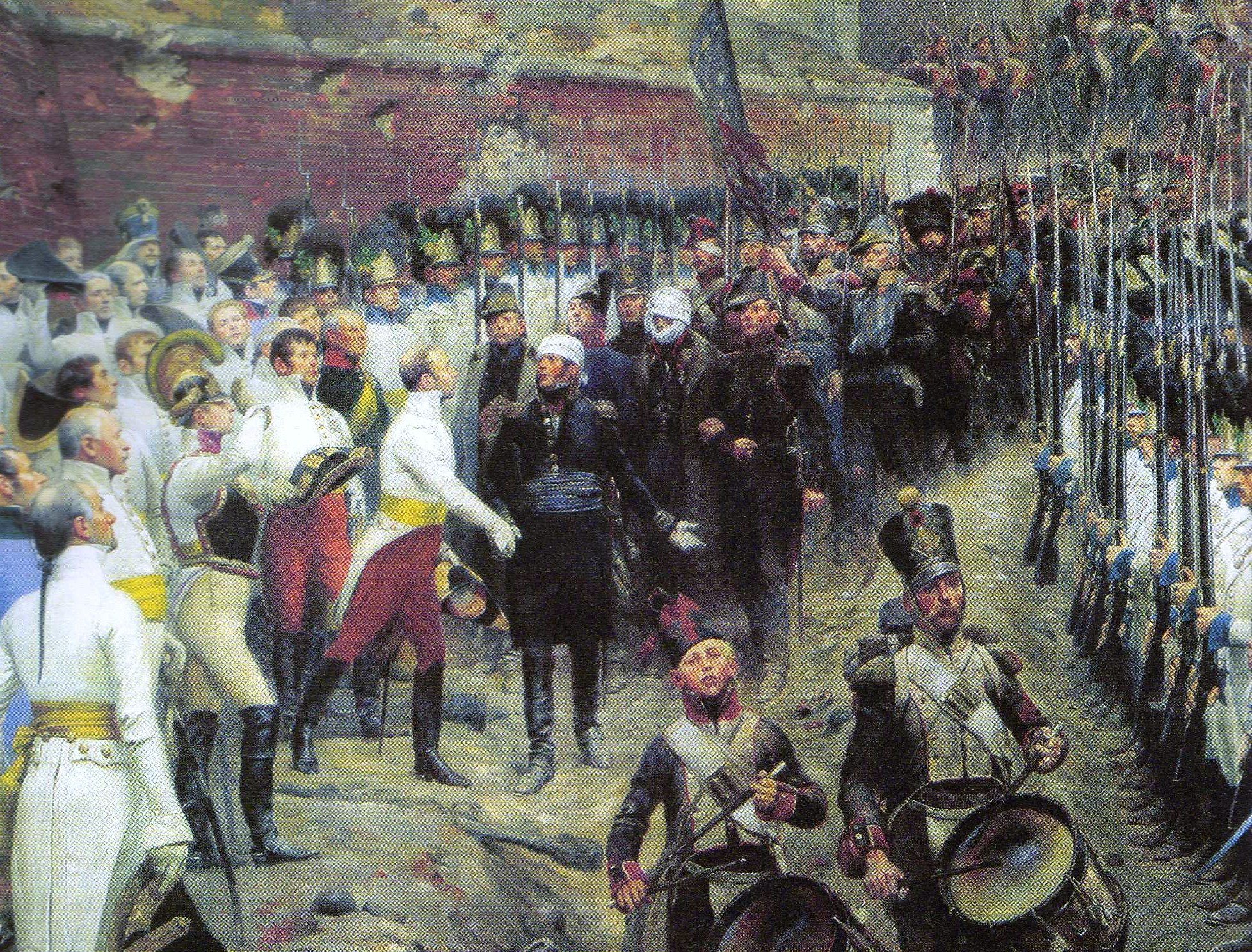
Sortie de la garnison de Huningue, 1815, huile sur toile d'Édouard Detaille.

Après la défaite de Waterloo, les troupes alliées envahissent la France et le 26 juin 1815, Huningue se trouve investie par un corps autrichien de 20 000 hommes et 130 canons sous le commandement de l'archiduc Jean. Après 2 mois de blocus et 10 jours de tranchée ouverte, la garnison française, sous les ordres de Barbanègre et Chancel, qui ne comptait en tout que 135 hommes, dont 85 furent tués ou blessés, consentit, en raison de l'abdication de Napoléon, de capituler le 26 août.

Mis à la retraite le 9 septembre suivant, le colonel Jean-Hugues Chancel, sera fait maréchal de camp honoraire en 1820 puis deviendra maire de Neuweg et de Blotzheim ou il décèdera le 9 novembre 1834.